# 與那覇潤
與那覇 潤（よなは じゅん、1979年 - ）は、日本の歴史学者、評論家。専門は日本近代史、現代史、東アジア地域研究。学位は博士（学術）（東京大学・2007年）。2007年から愛知県立大学文学部准教授、2009年から2017年まで同大学日本文化学部准教授。

## 経歴
神奈川県横浜市生まれ、東京都育ち。曽祖父が沖縄県の出身。筑波大学附属駒場高等学校を経て、2002年、東京大学教養学部卒業。2007年、同大学大学院総合文化研究科地域文化研究専攻博士課程修了、博士（学術）。指導教員は三谷博。
2007年10月、愛知県立大学文学部准教授。2009年、同大学日本文化学部歴史文化学科准教授。2011年の『中国化する日本――日中「文明の衝突」一千年史』以降、歴史学者として論壇にも寄稿するようになる。
2017年、同大を退職。以後は在野の言論人として著書の執筆のほか、病気についての啓発活動も行っている。2020年、『心を病んだらいけないの？――うつ病社会の処方箋』（斎藤環との共著）で第19回小林秀雄賞を受賞。
2021年3月から9月まで、ジュンク堂書店池袋本店内にて、第31代目の作家書店の店長を務めた。
2021年6月に刊行した『歴史なき時代に――私たちが失ったもの 取り戻すもの』では、前年来の新型コロナウイルス禍における大学所属の歴史学者たちの無見識と不作為を強く批判。同年8月刊の『平成史――昨日の世界のすべて』を最後に「歴史学者」の呼称を放棄し、評論家として活動している。
2021年9月より、論壇チャンネル「ことのは」で番組（「與那覇潤のリハビリする歴史」）を配信中。2023年11月に、note も開設した。

## 研究

### 「中国化する日本」
大学での講義録『中国化する日本』では、日本史を、従来の「西洋化」や「近代化」といった概念ではなく、「中国化」「再江戸時代化」という概念によって説明した。與那覇における「中国化」は、一般的な術語である中国化と異なり、「普遍的理念に基づく独裁的権力の確立と中間共同体の崩壊」を指すものである。

### 「歴史の終わり」
大学退職後、『知性は死なない』の刊行時に発表した「歴史学者廃業記」では、現在の日本が「ニーチェ的な意味での歴史の終わり――「歴史的にものごとを語って、一本のすじを通そうとする試み自体に無理があるのであり、もはや有効ではない」という局面」に達していると述べた。そのため、かつては科挙制度を基に「中国化」として論じた個人単位での自由競争の激化についても、以降は「能力のコミュニズム」や「ポスト・メリトクラシー」のような、歴史を参照しない概念で考察している。

### 新型コロナウイルス騒動
2020年代の新型コロナウイルス騒動については反自粛派の立場。日本の世論の反応について、都市封鎖を行った欧米を見習えというものが多く、欧米コンプレックスをこじらせたものだと批判した。

## 影響・評価
- 幼少期に影響を受けた歴史作家に陳舜臣を挙げている。「論理」を本多勝一、「情緒」を佐藤忠男の著書に学んだとも述べた[10]。
- 東大在学中に安冨歩からも影響を受けたが、間もなく決裂した経緯を『荒れ野の六十年』のあとがきに書いている。
- 経済学者の中谷巌は『中国化する日本』を西洋中心史観を相対化した研究であり、「この一年で最も知的刺激を受けた本」と評価している[11]。
- 『知性は死なない』を読んだ加藤典洋に依頼されて、文庫の解説を担当したが、生前に面識を得ることはなかった[12]。
- 佐藤優は『翻訳の政治学』を「沖縄県の成立過程（琉球処分）に関する歴史に残る研究」[13]、『平成史』を「ドイツの哲学者ヴィルヘルム・ディルタイ……の仕事を現代でやると、あのような作品になる」[14]と評した。

## 人物
- 筑波大学附属駒場高等学校の同級生に経済学者の安田洋祐・小島武仁、俳優の森林原人・吉橋航也が居る[15][16][17]。

## 著書

### 単著
- 『翻訳の政治学――近代東アジア世界の形成と日琉関係の変容』（岩波書店、2009年）
- 『帝国の残影――兵士・小津安二郎の昭和史』（NTT出版、2011年／文春学藝ライブラリー、2022年） - ライブラリー版は古市憲寿が解説
- 『中国化する日本――日中「文明の衝突」一千年史』（文藝春秋、2011年／文春文庫、2014年）- 文庫版は宇野常寛との解説対談を収録
- 『日本人はなぜ存在するか』（集英社インターナショナル、2013年／集英社文庫、2018年）
- 『知性は死なない――平成の鬱をこえて』（文藝春秋、2018年／文春文庫、2021年） - 文庫版は東畑開人が解説
- 『歴史がおわるまえに』（亜紀書房、2019年） - 単独の論考の他に、呉座勇一・河野有理・福嶋亮大・東島誠・仲正昌樹・宇野常寛・斎藤環との対談を収録
- 『荒れ野の六十年――東アジア世界の歴史地政学』（勉誠出版、2020年）
- 『歴史なき時代に――私たちが失ったもの 取り戻すもの』（朝日新書、2021年）- 浜崎洋介・大澤聡・先崎彰容・開沼博との対談も収録
- 『平成史――昨日の世界のすべて』（文藝春秋、2021年）
- 『過剰可視化社会――「見えすぎる」時代をどう生きるか』（PHP新書、2022年）- 東畑開人・千葉雅也・磯野真穂との対談も収録
- 『危機のいま古典をよむ』（而立書房、2023年）- エマニュエル・トッド、苅部直、小泉悠との対談、佐伯啓思・宇野常寛・先崎彰容との座談会も収録
- 『江藤淳と加藤典洋――戦後史を歩きなおす』（文藝春秋、2025年）

### 共著
- 『「日本史」の終わり――変わる世界、変われない日本人』（PHP研究所、2012年／PHP文庫、2015年) - 池田信夫との対談
- 『日本の起源』（太田出版、2013年) - 東島誠との対談
- 『史論の復権――與那覇潤対論集』（新潮新書、2013年） - 中野剛志・中谷巌・原武史・大塚英志・片山杜秀・春日太一・屋敷陽太郎との対談集
- 『ナショナリズムの現在――〈ネトウヨ〉化する日本と東アジアの未来』（朝日新書、2014年） - 宇野常寛・萱野稔人・小林よしのり・朴順梨との討論
- 『心を病んだらいけないの？――うつ病社会の処方箋』（新潮選書、2020年） - 斎藤環との対談
- 『長い江戸時代のおわり――「まぐれあたりの平和」を失う日本の未来』（ビジネス社、2022年）- 池田信夫との対談
- 『2035年の世界地図――失われる民主主義、破裂する資本主義』（朝日新書、2023年）- エマニュエル・トッド、マルクス・ガブリエルの提題を受けての、市原麻衣子との討論を収録
- 『ボードゲームで社会が変わる――遊戯するケアへ』（河出新書、2023年）- 小野卓也（Table Games in the World 管理人）との対談。三宅香帆・辻田真佐憲・安田洋祐・小川さやか・安田峰俊・三牧聖子による対戦記も収録
- 『教養としての文明論――「もう西洋化しない」世界を見通す』（ビジネス社、2024年）- 呉座勇一との対談

## 連載
- 「歴史になる一歩手前」東洋経済オンライン、2012年12月～2013年10月（全12回）
- 「平成史　ぼくらの昨日の世界」PLANETS、2019年1月～2020年8月（有料記事）
- 「與那覇潤の歴史なき時代」朝日新聞、2020年1月～8月（隔週。オンライン版有料）
- 「歴史もたまには役に立つ」Newsweek日本版（ウェブ版）、2022年4月～
- 「「保守」と「リベラル」のための教科書[18]」『文藝春秋』、2024年2月～（隔月。オンライン版有料）
- 「在野の「知」を歩く」『表現者クライテリオン』、2024年5月～

## 出演
- 新世代が解く!ニッポンのジレンマ（NHK Eテレ）[19]
- エアレボリューション（ニコニコ生放送）[20]